# San Giorgio e il drago (Notke)
Il San Giorgio e il drago (in svedese: Sankt Göran och draken) è una scultura in legno realizzata da Bernt Notke nel 1489. Misura 3,75 metri di altezza ed è conservata nella Storkyrkan di Stoccolma.

## Storia
La statua venne commissionata da Sten Sture il Vecchio a seguito della sua vittoria sull'esercito danese nella Battaglia di Brunkeberg del 1471. Nel corso della battaglia, Sten Sture pose il suo esercito sotto la protezione di San Giorgio. Sebbene non firmata, la scultura è attribuita al laboratorio di Bernt Notke. Notke, che aveva il proprio studio a Lubecca, visse in Svezia dal 1491 al 1497 e di frequente si portò in territorio svedese anche prima della sua permanenza stabile. La scultura venne inaugurata il capodanno del 1489 in presenza del nunzio papale.
Il simbolismo della scultura può essere interpretato sia a livello religioso che a livello politico oltre che come monumento funerario per Sten Sture. Per un verso il monumento diede rilevanza al culto di San Giorgio, già molto popolare in Scandinavia all'epoca, come pure all'idea di cavalleria che esso incarnava. Esso inoltre può essere inteso come un monumento alla vittoria per commemorare appunto il trionfo svedese sulle armate danesi; si è notato infatti che le piume sull'elmo del santo sono blu e gialle, i colori nazionali della Svezia. In ultima analisi, l'opera servì da monumento funerario per lo stesso Sten Sture, che venne sepolto alla base, dove pure si trovano le sue insegne araldiche. Il monumento di Notke appare riempito di tutti questi significati simultaneamente; Jeffrey Chipps Smith riporta come la figura di San Giorgio veniva un tempo rimossa da cavallo e portata in processione sino al sito della battaglia (appena fuori Stoccolma) ogni 10 ottobre (data della battaglia) per celebrare la vittoria e rendere omaggio a San Giorgio.

## Descrizione

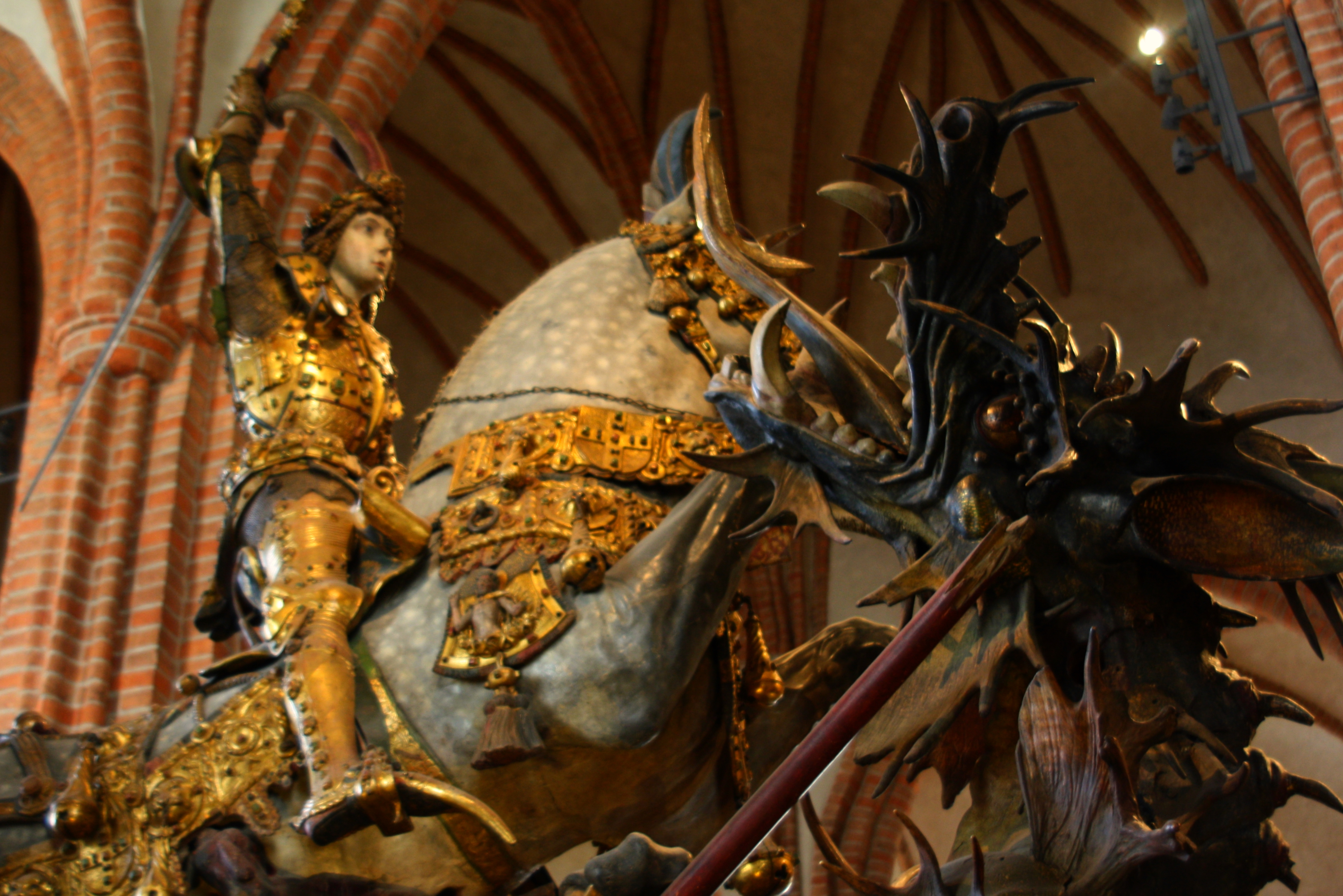
Particolare dell'uccisione del drago

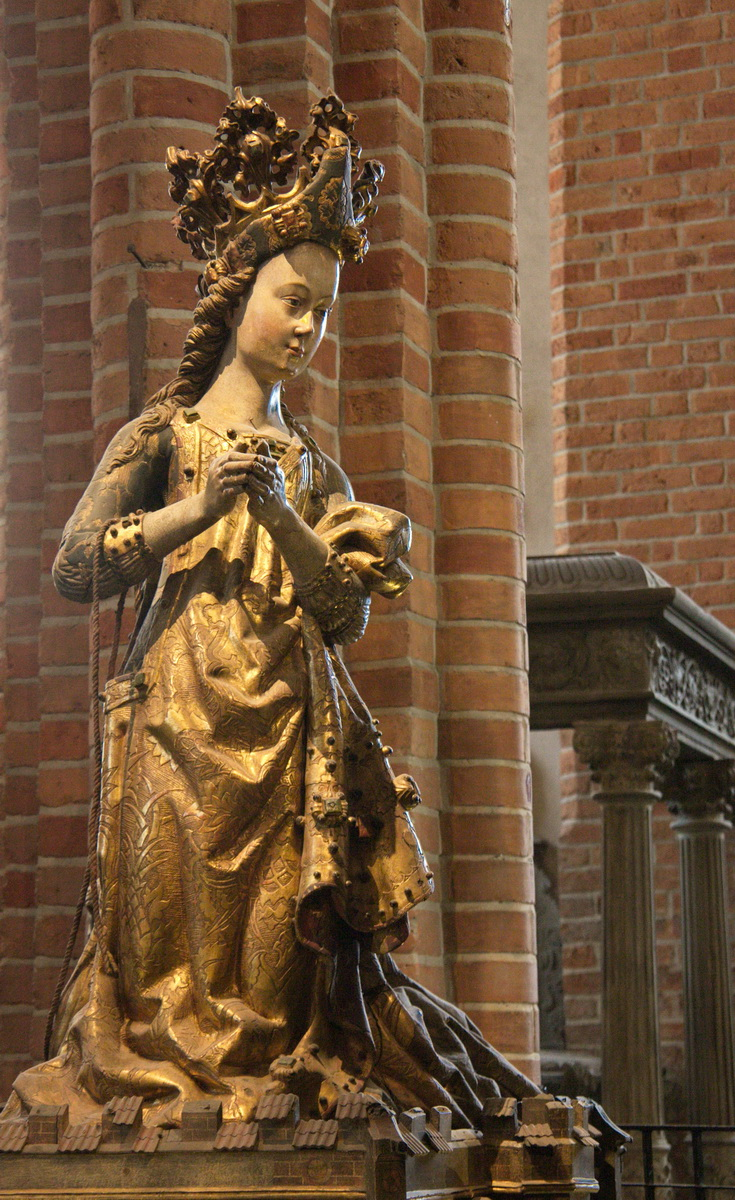
La principessa liberata in preghiera

Originariamente la scultura era composta da una parte centrale e da diverse parti annesse. A fianco del gruppo di San Giorgio in lotta col drago, infatti, si trova la principessa liberata accompagnata da un agnello simbolico. Un ritratto attribuito a Bernt Notke e rappresentante il re svedese Carlo VIII di Svezia, oggi al Castello di Gripsholm, fece probabilmente parte della composizione originaria del gruppo di San Giorgio e il drago.
Il gruppo centrale raggiunge l'altezza di 3,75 m, e si trova su una base di legno che rende l'altezza totale del monumento di 6 metri. Le sculture sono più grandi della grandezza naturale delle figure rappresentate. La scultura rappresenta San Giorgio a cavallo che combatte col drago. Il santo trafigge il drago con la sua lancia, mentre solleva nell'arie la spada per dare l'ultimo colpo di grazia all'animale. Il drago cerca dal canto suo di attaccare il cavallo con gli artigli in un ultimo disperato tentativo di sopraffare il cavaliere. La base è disseminata di ossa umane. Il sopralzo del monumento è composto da otto scene che illustrano la leggenda di San Giorgio. Le sculture sussidiarie sono una principessa in preghiera, rappresentata quasi distante rispetto alla scena della lotta. Jan Svanberg ha notato come le sculture siano tutte caratterizzate da "realismo nell'esecuzione e idealismo nella percezione".
La scultura è realizzata in legno di quercia, ma Notke vi ha realizzato anche degli inserti non convenzionali con materiali come metallo, cuoio, capelli umani, monete e gioielli, corde, pergamena e corna di alce per le spine del drago.

## Critica artistica
La scultura è stata definita come "il più alto punto di produzione artistica di Bernt Notke" e nel suo The German Hansa Philippe Dollinger l'ha definita la "controparte nordica del Monumento equestre a Bartolomeo Colleoni di Andrea del Verrocchio". La Grove Encyclopedia of Northern Renaissance Art ne dà questa descrizione: "Con la sua bizzarra silhouette, il monumento ha un effetto riccamente decorato col gruppo centrale a esprimere potere mitico".

## Repliche ed opere d'arte ispirate alla scultura di Notke
Vi sono due repliche della scultura. Una si trova alla chiesa di Santa Caterina di Lubecca, mentre un'altra si trova nella Köpmantorget di Stoccolma. La copia di Stoccolma è realizzata in bronzo e venne inaugurata il 10 ottobre 1912, anniversario della battaglia di Brunkeberg. La scultura ha ispirato inoltre molte altre riproduzioni scultoree in legno moderne (non così elaborate) che oggi sono presenti in Svezia, Finlandia e Germania. In Svezia, sono circa 30 le sculture che riprendono il tema di San Giorgio e il drago che sono improntate sulla scena presentata da Notke. Molte si trovano oggi al Museo di Storia Svedese, ma altre si trovano ancora in situ. In Finlandia se ne contano più di venti. Anche se gran parte di queste sono di artisti sconosciuti, molte sono state attribuite a Henning van der Heide, Haaken Gulleson e Henning Roleve. Lo stato di conservazione di queste sculture è variabile di caso in caso.